# Tscheppach
Tscheppach is een plaats en voormalige gemeente in het Zwitserse kanton Solothurn en maakt deel uit van het district Bucheggberg.
Tscheppach telt 192 inwoners.

## Geschiedenis
Op 1 januari 2014 fuseerde Tscheppach met Aetigkofen, Aetingen, Bibern, Brügglen, Gossliwil, Hessigkofen, Küttigkofen, Kyburg-Buchegg en Mühledorf tot de gemeente Buchegg.